# 6061铝合金
6061 是一種析出硬化型的鋁合金，6XXX系列鋁合金主要是以鎂和矽作為其主要的合金元素。總體而言具有好的機械性質，可以進行熱處理及焊接。是最常被使用的鋁合金。
常見的型號有， 6061-O, 6061-T4, 6061-T6, 6061-T651, 6061-T42。

## 基本性質
| 物理性质            | 物理性质                     |
| ------------------- | ---------------------------- |
| 密度(ρ)             | 2.70 g/cm³                   |
| 机械性能            |                              |
| 杨氏模量(E)         | 68.9 GPa（9,990 ksi）        |
| 拉伸强度(σt)        | 124–290 MPa（18.0–42.1 ksi） |
| 断裂拉伸长度        | 12–25%                       |
| 泊松比（ν）         | 0.33                         |
| 热性能              |                              |
| 熔化温度(Tm)        | 585 °C (1,085 °F)            |
| 导热系数（k）       | 151–202 W/(m·K)              |
| 线性热膨胀系数（α） | 2.32×10−5 K−1                |
| 比热容（c）         | 897 J/(kg·K)                 |
| 电学特性            |                              |
| 体积电阻率（ρ）     | 32.5–39.2 nOhm·m             |

### 元素成分
6061的合金元素為：
| 元素 | 最低含量 | 最高含量 | 備註   |
| 矽   | 0.4%     | 0.8%     | 重量比 |
| 鐵   | 無       | 0.7%     | 重量比 |
| 銅   | 0.15%    | 0.40%    | 重量比 |
| 錳   | 無       | 0.15%    | 重量比 |
| 鎂   | 0.8%     | 1.2%     | 重量比 |
| 鉻   | 0.04%    | 0.35%    | 重量比 |
| 鋅   | 無       | 0.25%    | 重量比 |
| 鈦   | 無       | 0.15%    | 重量比 |

- 其他元素不超過 0.15%，每種最高 0.05%。
- 其餘為鋁

## 機械性質
6061的機械性質取決於回火、熱處理、材料。

### 6061-0
6061-0，抗拉強度18,000 psi（125 MPa），降伏強度8,000 psi (55 MPa)，伸長率25-30 %。

### 6061-T4
6061-T4，抗拉強度30,000psi（207 MPa），降伏強度16,000 psi (110 MPa)，伸長率16%。

### 6061-T651
6061-T651機械性質類似6061-T6。無人太空船先鋒10號所攜帶的鋁板即是用此合金做成。

## 應用
6061廣泛用於建設飛機結構，如機翼和機身，大多數的小型飛機、商用客機、軍機都有使用。
6061常用在帆船上，包括小型船隻。
6061常用在自行車框架與組件上。也常利用7005和7075鋁合金。

### 焊接
6061具有非常高的焊接性，使用鎢極氬弧焊焊接。通常焊接完，焊道附近的材料會轉為6061-0，將會損失80%的強度。重新熱處理後可轉為6061-T4或6061-T6。

### 冲压
6061常用于深冲压，可生产铝合金型材。

## 參閱
- 鋁合金

## 註解
1. ↑  ASM Handbook, Volume 2: Properties and Selection: Nonferrous Alloys and Special-Purpose Materials ASM Handbook Committee, p 102 DOI: 10.1361/asmhba0001060[永久].
2. ↑  Alcoa 6061 data sheet （页面存档备份，存于） (pdf), accessed October 13, 2006
3. ↑  Aluminum Information at aircraftspruce.com （页面存档备份，存于），accessed October 13, 2006]
4. ↑  Boatbuilding with Aluminum, Stephen F. Pollard, 1993, ISBN 0-07-050426-1